# 阿尔坎塔拉桥 (托莱多)

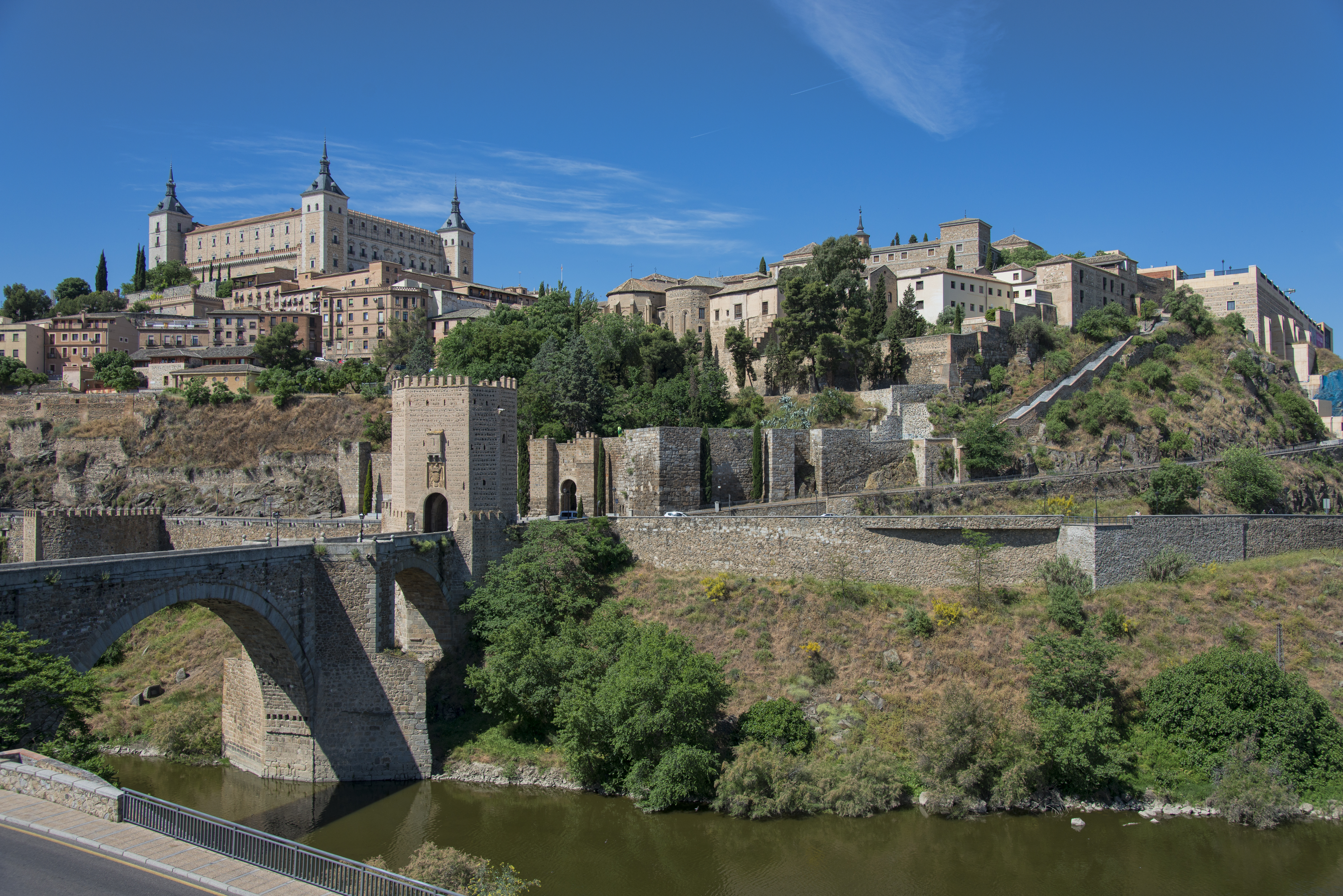

阿尔坎塔拉桥（Puente de Alcántara）是一座古罗马拱桥，位于托萊多 (西班牙), 跨塔霍河。“阿尔坎塔拉”一词来自阿拉伯语 القنطرة (al-qanţarah)，意思是“拱”。
它位于圣塞尔万多城堡脚下，由古罗马人在他们建立城市之后建造。在中世纪，它是朝圣者进入城市的为数不多的入口之一。
它目前有两个拱。有证据表明，它建于罗马时代。在10世纪损坏重建时，第三个拱消失。在中世纪，它是通往城市的唯一桥梁之一，是所有朝圣者的必经之路。
在阿方索十世统治期间，它遭受了严重的破坏，并重建。西塔属于这个时期，后来在天主教双王统治下进行装饰。1721年，由于东塔已经毁损，改建巴洛克式凯旋门，它的毁灭性状态。

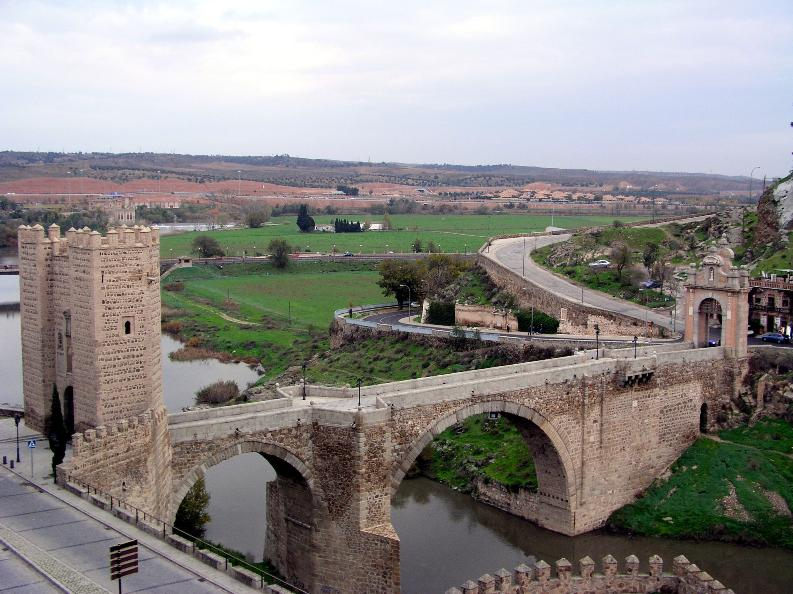
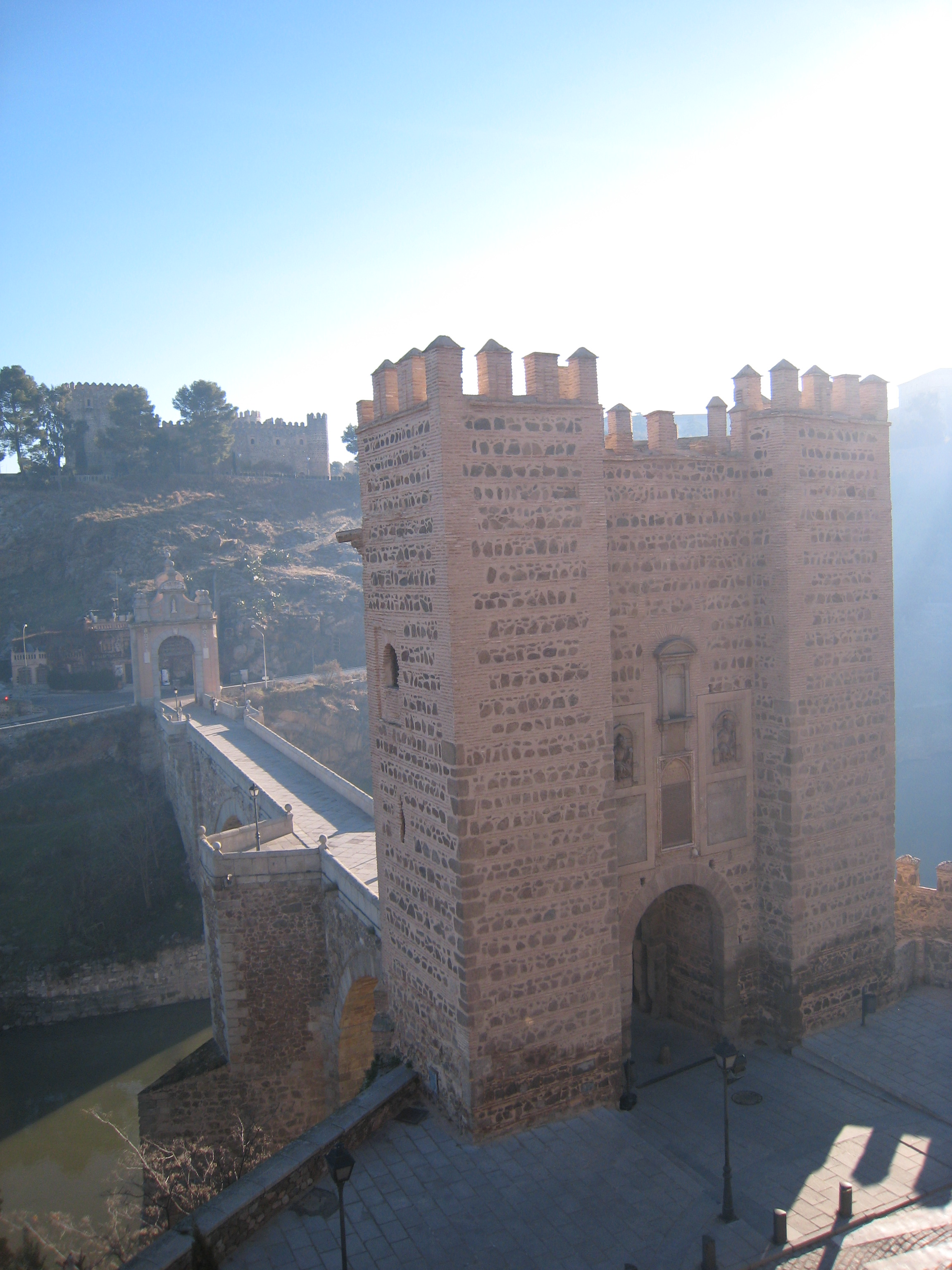
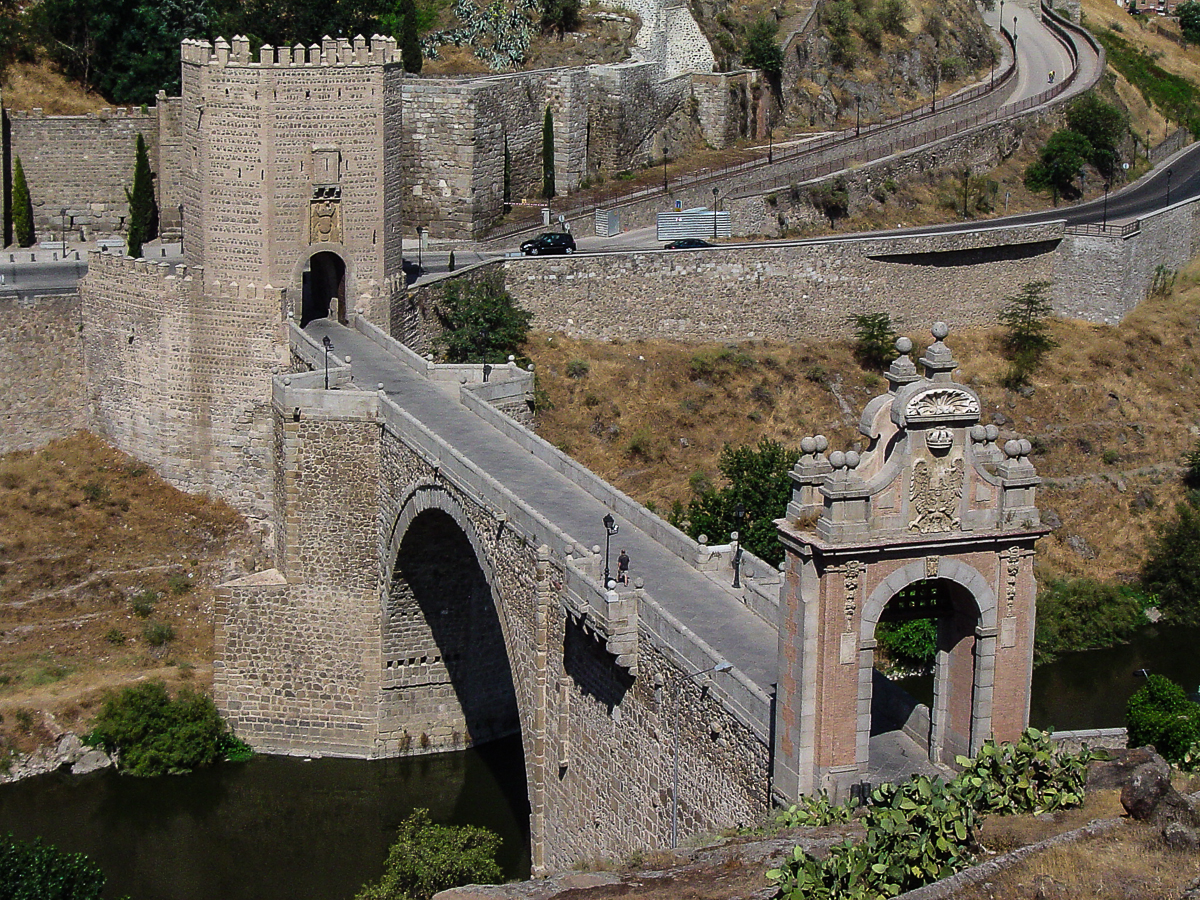
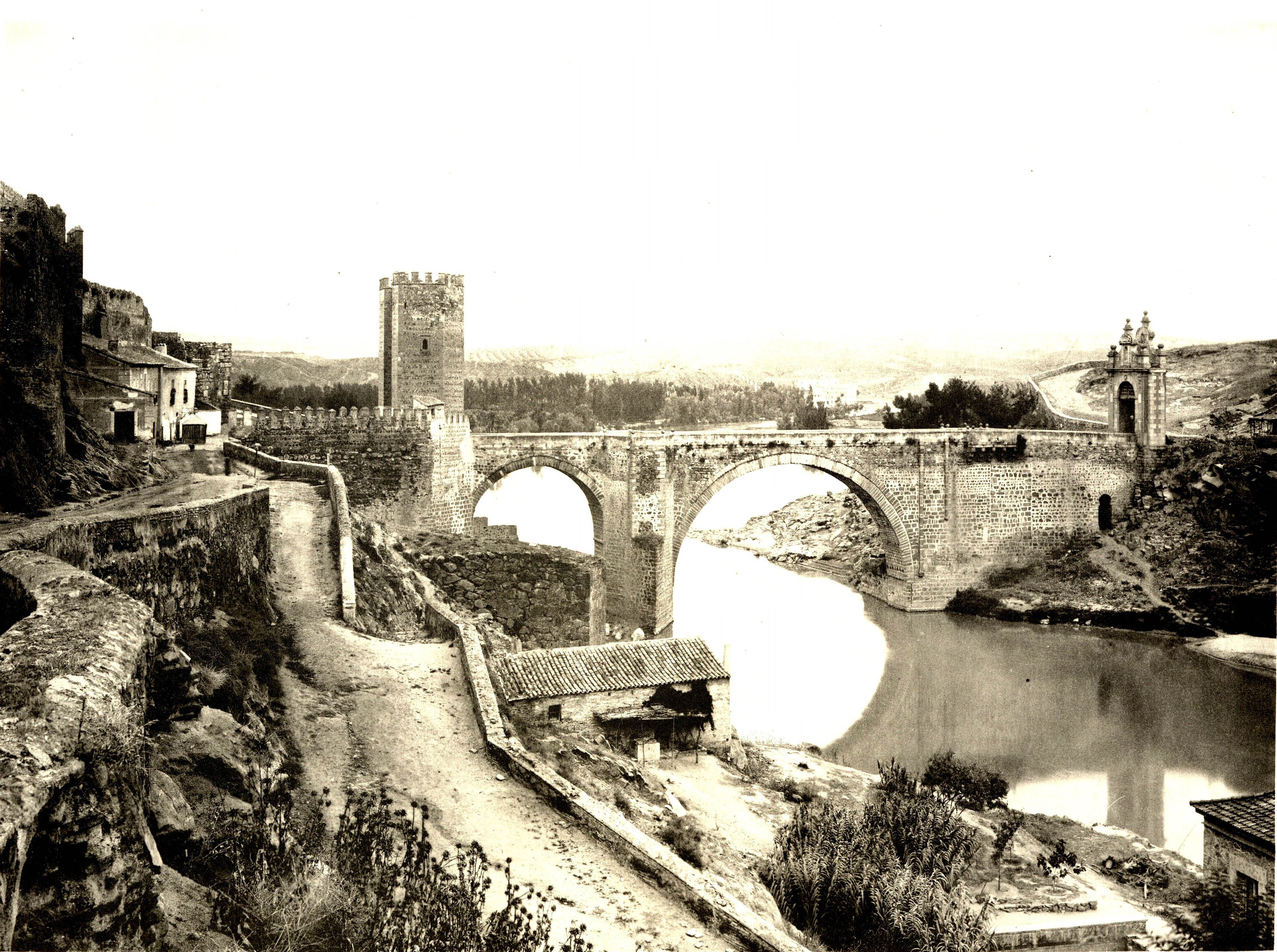

1921年，它被列为西班牙国家文物古迹。
39°51′37″N 4°01′03″W / 39.8603°N 4.0175°W
Template:托莱多地标